# Ruben Bemelmans
Ruben Bemelmans (ur. 14 stycznia 1988 w Genk) – belgijski tenisista, reprezentant w Pucharze Davisa.

## Kariera tenisowa
W gronie profesjonalistów Bemelmans jest od 2006 roku.
Występując jako deblista pierwszy finał w zawodach kategorii ATP World Tour Bemelmans osiągnął pod koniec lipca 2012 roku w Los Angeles, grając wspólnie z Xavierem Malissem. Pojedynek finałowy zwyciężyli z Jamiem Delgado i Kenem Skupskim.
W 2008 zadebiutował w reprezentacji w Pucharze Davisa przeciwko Czechom, podczas rywalizacji w I rundzie grupy światowej. Swój singlowy pojedynek wygrał z Pavelem Víznerem.
Najwyżej w rankingu singlistów sklasyfikowany był na 84. miejscu (28 września 2015), a w rankingu deblistów na 128. pozycji (1 października 2012).

### Finały w turniejach ATP World Tour
| Legenda                                      |
| -------------------------------------------- |
| Wielki Szlem                                 |
| Igrzyska olimpijskie                         |
| Tennis Masters Cup / ATP Finals              |
| ATP Masters Series / ATP Tour Masters 1000   |
| ATP International Series Gold / ATP Tour 500 |
| ATP International Series / ATP Tour 250      |

#### Gra podwójna (1–0)
| Końcowy wynik | Nr | Data          | Turniej     | Nawierzchnia | Partner        | Przeciwnicy               | Wynik finału      |
| ------------- | -- | ------------- | ----------- | ------------ | -------------- | ------------------------- | ----------------- |
| Zwycięzca     | 1. | 29 lipca 2012 | Los Angeles | Twarda       | Xavier Malisse | Jamie Delgado Ken Skupski | 7:6(5), 4:6, 10–7 |